# Denise (chanteuse malgache)
Pour les articles homonymes, voir Denise.
Denise, alias Deenyz de son ancien nom de scène, est une auteure-compositrice-interprète d'origine malgache.

## Biographie
Denise est née le 20 mars 1989 à Toamasina. Elle a passé son enfance à Ambolomadikina puis Tanamakoa (Toamasina). Elle a aimé chanter depuis son enfance, à 13 ans, elle commence les studios avec des amis. C'est à ce moment qu'elle rencontre l’artiste Shyn qui devint son ami puis ils se sont mariés et ont ensemble un enfant. Puis elle a intégré le groupe Meva Gospel.

## Musique
Elle a commencé son parcours musical avec le gospel (Meva Gospel), RNB, Dance floor jusqu’à l’Afro Traditionnelle. 

## Distinction
Elle remporte l'Island Africa Talent 2014,,.

## Discographie
Son premier album est Tsara Joro,.